# Antonio Porta (basket-ball)
Pour les articles homonymes, voir Antonio Porta (homonymie).
Antonio Alejandro Porta Pernigotti (né le 28 octobre 1983 à Firmat, Province de Santa Fe en Argentine) est un joueur de basket-ball argentin. Il joue aux postes de meneur et d'arrière.

## Biographie
Antonio Porta est membre de l'équipe d'Argentine depuis 2005. Il a remporté la médaille de bronze lors des Jeux olympiques 2008.